# Бернард Потоцький (староста)
Бе́рнард Пото́цький з Поплав (пол. Bernard Potocki; народ.? — 1519) — польський шляхтич, військовий діяч, урядник Королівства Польського. Ймовірно належав до гербу Джевіца або Шеліга.

## Життєпис
Походив із Поплавів (парафія Славно) в Опочинському повіті. Прізвище взяв від сусіднього села Потік, дідичем якого був. Рідний брат Леонард підписувався Поплавський. 
У 1497 році був призначений королівським придворним, брав участь у візиті короля Яна I Ольбрахта до Молдавії.  
10 вересня 1497 року в обозі король надав йому маєтності в Сєрадзькому, Радомському, Гостиньському повітах, забрані у шляхтичів, які не з'явилися на посполите рушення.  
У 1498 році увійшов до складу дворян (з правом мати до 5 коней) королевича Сіґізмунда, перебував біля нього у Буді і Ґлоґуві. Після посідання Сиґізмундом трону залишився його придворним.  
18 квітня 1511 року отримав від короля згоду на викуп війтівства у Бресті (Куявськім?).  
У 1512 році брав участь:  
- у поході проти татар як ротмістр кавалерії;
- у битві під Вишнівцем, яка відбулась 28 квітня.

У хорді цієї битви, коли дійшло до відступу під сильним натиском татар правого крила (командував великий литовський гетьман Костянтин Острозький), Б. Потоцький разом з Войцехом Семполіньським рушив на допомогу, допоміг стримати натиск. За це отримав від короля багато сіл (в Бєцькому, Перемиському, Хавціньському, Опочиньському повітах), забраних у тих, хто не пішов у похід на татар. Отримав також староство (тенуту) Нєшавське, викуплене цього року як домен королівський від Косьцєлецьких. Як тенутаріуш Нєшави, був зобов'язаний оплачувати щороку 180 злотих чиншу (1518 року 140 золотих), пильнувати постачання солі з Русі до Пруських земель, привезення солі заморської. В цій справі співпрацював з міською радою Торуня, був посередником при переказуванні скарбниці торуньськими райцями належних за сіль грошей.  
У 1515 році разом з Пйотром Кмітою з Вишнича і Станіславом Пілецьким підтвердили шляхетність Пйотра Стажеховского. 
Помер 1519 року, 25 січня 1520 року тенутаріушем Нессау (Нєшави) був Пйотр Заґаєвскі.
Про родинні стосунки відомостей мало. 
Правдоподібно, не мав нащадків, тому Бартош Папроцкий зарахував його до Потоцьких-Пілавітів. Ймовірно, Потоцькі-Пілавіти, які тоді ще не були потужними, інспірували зарахування його до свого генеалогічного дерева як славного лицаря з-під Вишнівця (свідчення тому — встановлення йому пам'ятної таблиці з епітафією в старому фарному костелі Бучача (про це стверджував ще Шимон Старовольський; не збереглись ні костел, ні таблиця). 
Дослідник Станіслав К. Косаковскі приписував Бернардові Потоцькому герб Шеліга.